# Jaime Ramírez Manríquez
Jaime Patricio Ramírez Manríquez (Santiago, 3 de marzo de 1967) es un exfutbolista chileno. Jugaba de mediocampista y su primer equipo fue Unión Española.

## Trayectoria
Inició su carrera como defensa en las divisiones inferiores de Unión Española. Contemporáneo con José Luis Sierra, posteriormente pasó a desempeñarse como mediocampista titular, en desmedro de Sierra. Compatibilizó su formación futbolística con sus estudios secundarios en la Academia de Humanidades de Recoleta.
Debutó en el primer equipo de Unión Española en 1985, al mando de Orlando Aravena. Posteriormente fue dirigido por Héctor Pinto y por Luis Santibáñez, a quién acusaría años después de malas prácticas como dopaje y uso de sustancias psicoactivas, tanto dentro del plantel para mejorar el rendimiento físico, como con el equipo rival, así como soborno. En 1988 fue fundamental para la salvar en las últimas fechas a Unión Española del descenso a la Segunda División. Permaneció hasta 1989 en el club de Santa Laura.
Su buen desempeño en el campeonato nacional, y constantes nominaciones a la selección chilena, le permitieron fichar en el FC Sion de Suiza. Volvería a Chile aduciendo problemas familiares en la temporada 1991, tras fichar en la segunda rueda por Colo-Colo.
Tras fichar en la primera rueda de 1992 Deportes Concepción, fue contratado por el Atlético Morelia para la temporada 1992. Posteriormente pasaría al Toros Neza, totalizando 87 partidos y 16 goles en sus campañas por México.
Retornó en 1995 a la Unión Española, durante la etapa de Nelson Acosta donde volvió a brillar, haciendo una gran campaña que llevó al equipo cerca de una Liguilla Copa Libertadores, pese a haberse desprendido de sus principales figuras de la Copa Libertadores de 1994. Permaneció en el club hasta 1996, año en que la Universidad de Chile lo fichó a petición del entrenador argentino Miguel Ángel Russo. Llegó con una pubalgia al club azul, por lo que se mantuvo inactivo durante mucho tiempo. En ese período de receso, Ramírez tuvo problemas por consumos de sustancias prohibidas.
En 1998 volvió a Unión Española, club que debutaba en Primera B tras su descenso la temporada anterior. El objetivo era lograr el ascenso inmediato, objetivo que finalmente no se cumplió, tras lo cual Ramírez se retiró oficialmente del fútbol profesional. 
Luego de varios años de luchar con sus adicciones, logró rehabilitarse, siendo de los primeros futbolistas chilenos en denunciar las prácticas de dopaje en los años ochenta y noventa.

## Selección nacional
En sus primeros años, formó parte de la selección sub-20 de Chile, no llegando a disputar la Copa Mundial de Fútbol Juvenil de 1987 por haber cumplido el límite de edad.
Debutó en la selección absoluta el 13 de septiembre de 1988, llegando a disputar 19 partidos oficiales entre 1988 a 1996, marcando 3 goles en total. Fue parte de la nómina de la Copa América 1989, donde marcó un gol en la goleada 5:0 ante Bolivia. Ramírez además indicó saber de antemano lo que iba a ocurrir en el llamado Maracanazo de la selección chilena.
Su última convocatoria fue el 2 de junio de 1996, en el marco de la Clasificación de Conmebol para la Copa Mundial de Fútbol de 1998. El entrenador español Xabier Azkargorta decidió nominarlo ante la selección venezolana pese a encontrarse lesionado, por lo cual no disputó el encuentro.

### Participaciones en Copa América
| Copa              | Sede   | Resultado      | Partidos | Goles |
| ----------------- | ------ | -------------- | -------- | ----- |
| Copa América 1989 | Brasil | Fase de grupos | 2        | 1     |

### Participaciones en eliminatorias a la Copa del Mundo
| Eliminatoria                 | Sede    | Resultado   | Posición | Partidos |
| ---------------------------- | ------- | ----------- | -------- | -------- |
| Clasificatorias Francia 1998 | Francia | Clasificado | 4.º      | 0        |

### Partidos internacionales
| Partidos internacionales | Partidos internacionales | Partidos internacionales                                   | Partidos internacionales | Partidos internacionales | Partidos internacionales | Partidos internacionales | Partidos internacionales | Partidos internacionales | Partidos internacionales   |
| N.º                      | Fecha                    | Estadio                                                    | Local                    | Resultado                | Visitante                | Goles                    | Asistencias              | DT                       | Competición                |
| ------------------------ | ------------------------ | ---------------------------------------------------------- | ------------------------ | ------------------------ | ------------------------ | ------------------------ | ------------------------ | ------------------------ | -------------------------- |
| 1                        | 13 de septiembre de 1988 | Estadio La Portada, La Serena, Chile                       | Chile                    | 3-1                      | Ecuador                  |                          |                          | Orlando Aravena          | Amistoso                   |
| 2                        | 27 de septiembre de 1988 | Estadio Defensores del Chaco, Asunción, Paraguay           | Paraguay                 | 2-0                      | Chile                    |                          |                          | Orlando Aravena          | Copa Boquerón              |
| 3                        | 29 de septiembre de 1988 | Estadio Defensores del Chaco, Asunción, Paraguay           | Ecuador                  | 0-0 4-3 pen.             | Chile                    |                          |                          | Orlando Aravena          | Copa Boquerón              |
| 4                        | 25 de octubre de 1988    | Estadio Carlos Dittborn, Arica, Chile                      | Chile                    | 2-0                      | Perú                     |                          |                          | Orlando Aravena          | Copa del Pacífico 1988     |
| 5                        | 29 de enero de 1989      | Estadio Modelo, Guayaquil, Ecuador                         | Ecuador                  | 1-0                      | Chile                    |                          |                          | Orlando Aravena          | Amistoso                   |
| 6                        | 1 de febrero de 1989     | Estadio Centenario, Armenia, Colombia                      | Perú                     | 0-0                      | Chile                    |                          |                          | Orlando Aravena          | Copa Centenario de Armenia |
| 7                        | 5 de febrero de 1989     | Estadio Centenario, Armenia, Colombia                      | Colombia                 | 1-0                      | Chile                    |                          |                          | Orlando Aravena          | Copa Centenario de Armenia |
| 8                        | 20 de abril de 1989      | Estadio Nacional, Santiago, Chile                          | Chile                    | 1-1                      | Argentina                |                          |                          | Orlando Aravena          | Amistoso                   |
| 9                        | 5 de mayo de 1989        | Los Angeles Memorial Coliseum, Los Ángeles, Estados Unidos | Chile                    | 1-0                      | Guatemala                |                          |                          | Orlando Aravena          | Four Nations Tournament    |
| 10                       | 30 de mayo de 1989       | Hampden Park, Glasgow, Escocia                             | Escocia                  | 2-0                      | Chile                    |                          |                          | Orlando Aravena          | Amistoso                   |
| 11                       | 3 de junio de 1989       | Estadio Internacional de El Cairo, El Cairo, Egipto        | Egipto                   | 2-0                      | Chile                    |                          |                          | Orlando Aravena          | Amistoso                   |
| 12                       | 22 de junio de 1989      | Estadio Ramón Aguilera Costas, Santa Cruz, Bolivia         | Bolivia                  | 0-1                      | Chile                    |                          |                          | Orlando Aravena          | Amistoso                   |
| 13                       | 27 de junio de 1989      | Estadio Nacional, Santiago, Chile                          | Chile                    | 2-1                      | Bolivia                  |                          |                          | Orlando Aravena          | Amistoso                   |
| 14                       | 10 de julio de 1989      | Estadio Serra Dourada, Goiânia, Brasil                     | Bolivia                  | 0-5                      | Chile                    | Anotado                  |                          | Orlando Aravena          | Copa América 1989          |
| 15                       | 17 de julio de 1989      | Estadio Serra Dourada, Goiânia, Brasil                     | Chile                    | 2-1                      | Ecuador                  |                          |                          | Orlando Aravena          | Copa América 1989          |
| 16                       | 25 de julio de 1989      | Estadio Carlos Dittborn, Arica, Chile                      | Chile                    | 2-1                      | Perú                     |                          |                          | Orlando Aravena          | Amistoso                   |
| 17                       | 4 de febrero de 1996     | Estadio Félix Capriles, Cochabamba, Bolivia                | Bolivia                  | 1-1                      | Chile                    |                          |                          | Xabier Azkargorta        | Amistoso                   |
| 18                       | 7 de febrero de 1996     | Estadio Sausalito, Viña del Mar, Chile                     | Chile                    | 2-1                      | México                   | Anotado                  |                          | Xabier Azkargorta        | Amistoso                   |
| 19                       | 14 de febrero de 1996    | Estadio Francisco Sánchez Rumoroso, Coquimbo, Chile        | Chile                    | 4-0                      | Perú                     |                          |                          | Xabier Azkargorta        | Amistoso                   |
| Total                    | Total                    | Total                                                      | Presencias               | 19                       | Goles                    | 2                        |                          |                          |                            |

| Selección chilena | Selección chilena | Selección chilena |
| Año               | Partidos          | Goles             |
| ----------------- | ----------------- | ----------------- |
| 1988              | 4                 | 0                 |
| 1989              | 12                | 1                 |
| 1996              | 3                 | 1                 |
| Total             | 19                | 2                 |

## Clubes
| Club                 | País   | Año       |
| -------------------- | ------ | --------- |
| Unión Española       | Chile  | 1985-1989 |
| FC Sion              | Suiza  | 1989-1990 |
| Colo-Colo            | Chile  | 1991      |
| Deportes Concepción  | Chile  | 1992      |
| Morelia              | México | 1992-1993 |
| Toros Neza           | México | 1993-1994 |
| Unión Española       | Chile  | 1995      |
| Universidad de Chile | Chile  | 1996      |
| Unión Española       | Chile  | 1998      |

## Palmarés
| Título           | Club           | País  | Año  |
| ---------------- | -------------- | ----- | ---- |
| Copa de Invierno | Unión Española | Chile | 1989 |
| Primera División | Colo-Colo      | Chile | 1991 |